# Corredor polonês

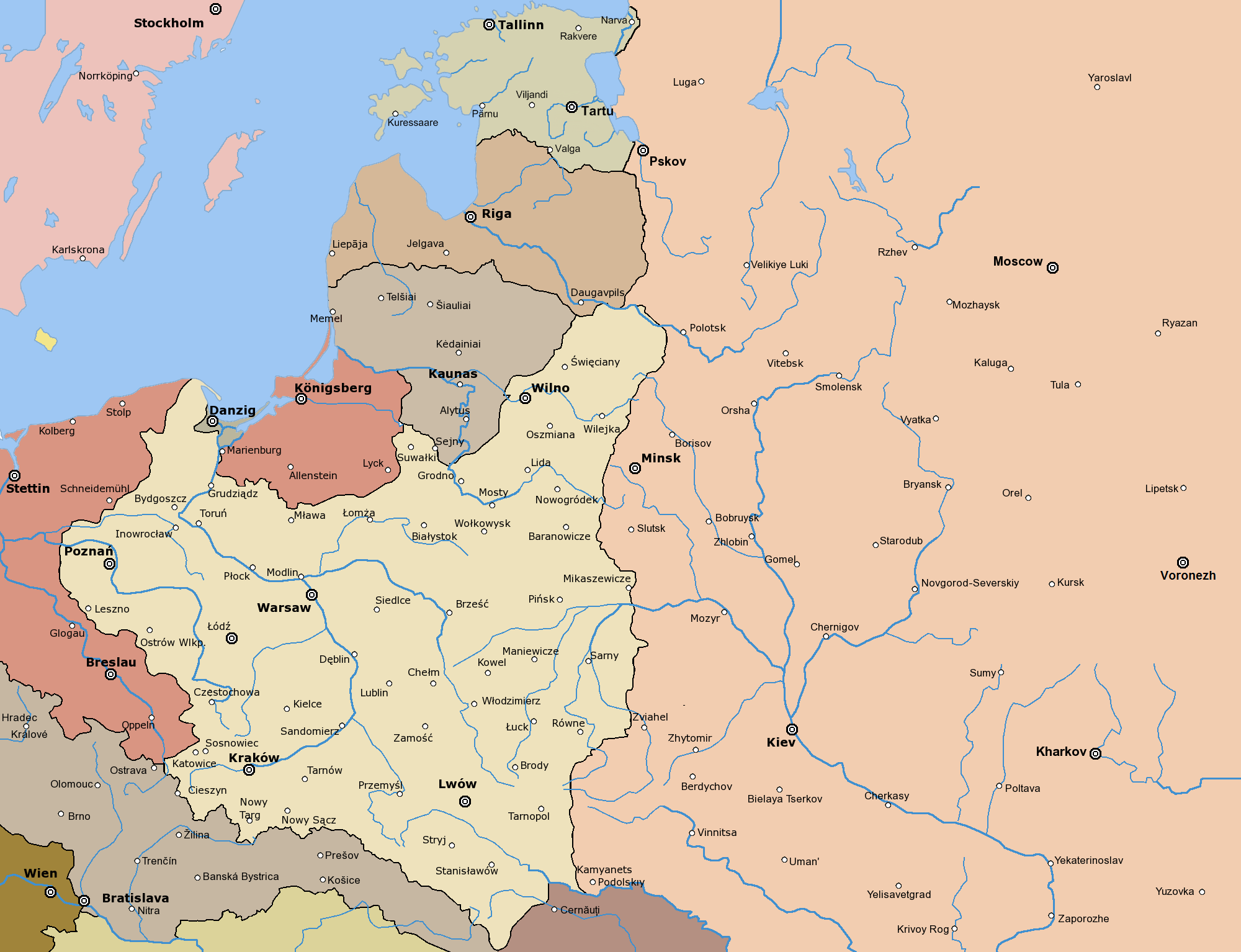
Mapa da Polónia em 1920

Corredor polonês ou Corredor polaco é a denominação dada a uma estreita faixa de terra na qual se encontra a maior parte do curso inferior do rio Vístula, na Polônia.
Sua extensão é de 150 km, e a largura variável entre 30 a 80 km, aproximadamente, tendo sua posse sido transferida do Império Alemão para a recém-recriada Polônia no ano de 1919, em virtude da imposição do Tratado de Versalhes.  Pelos termos do tratado, a cidade alemã de Danzig (hoje Gdańsk) teria um governo autônomo, apesar de sua localização geográfica no meio do Corredor Polonês.
De 1919 até 1939, a disputa por essa região provocou inúmeros e continuados atritos entre os dois países, mas durante esse período a Segunda República Polaca construiu várias linhas ferroviárias no referido "corredor".
Porém, em março de 1939 a Alemanha Nazi pediu a devolução de parte desse território, e diante da recusa polonesa, criou-se uma divergência que contribuiu de forma decisiva para a eclosão da Segunda Guerra Mundial. Invadida e ocupada pelos alemães em 1 de setembro de 1939, a região foi devolvida à Polônia em 1945, ao final do conflito armado.
Hitler chegou a afirmar que o corredor polonês era "a maior monstruosidade do Tratado de Versalhes".

## Antecedentes
A Alemanha, derrotada na Primeira Guerra Mundial, havia perdido seus territórios ultramarinos, a Alsácia, a Lorena, o norte de Schleswig, a Posnânia e a Prússia Ocidental. As altas indenizações impostas pelos Aliados causaram o colapso da moeda alemã e desemprego em massa naquele país, fatores que, explorados pelos nazistas, contribuíram para que Adolf Hitler chegasse ao poder em 1933.
Mas em 1935 a Alemanha já se reerguera, reiniciando a produção de armamentos e restabelecendo o serviço militar obrigatório, o que contrariava o Tratado de Versalhes, ao mesmo tempo em que se aproximava da Itália fascista de Benito Mussolini, da Espanha de Francisco Franco, e do Japão, além de ter anexado a Áustria em 1938, sob a justificativa de tratar-se de um povo de ascendência germânica (ver Pangermanismo).
No ano seguinte, com a conivência da França e do Reino Unido, o governo alemão incorporou ao seu território os Sudetos, região da Tchecoslováquia que abrigava minorias alemãs, e por fim assinou com Josef Stalin, da União Soviética, um acordo de não-agressão e neutralidade de cinco anos, relacionado ao desmembramento do Estado polaco mediante intervenção de ambos os países.

## O início da guerra
Diante da tensão já existente entre a Alemanha e Polônia, agravada pelo caso Danzigue, da suposta ridicularização proferida sobre a máquina de guerra alemã pelos poloneses e pelos órgãos de imprensa internacional e do suposto estopim polaco, o ataque a um posto de fronteira alemão (na verdade uma ataque feito por soldados das SS com uniformes do Exército Polaco para criar um motivo para a mais que projectada invasão), as tropas alemãs finalmente invadem a Polônia no dia 1º de setembro de 1939, sob o comando de Adolf Hitler. A "guerra-relâmpago" (Blitzkrieg) derrotou o exército polonês. Dois dias depois, a Inglaterra e a França declararam guerra à Alemanha, iniciando assim a Segunda Guerra Mundial.
Os preparativos para o ataque à Polônia iniciaram em abril de 1939. Caberia à Luftwaffe o apoio aos exércitos terrestres em seu avanço a Varsóvia. A Luftflotte 1 (comandada pelo General Albert Kesselring) auxiliaria o Grupo Norte do Exército a atravessar o Corredor Polonês, ligando a Pomerânia à Prússia Oriental e daí em direção a Varsóvia. A Luftflotte 4 (comandada pelo General Alexander Lohr) daria suporte ao Grupo Sul do Exército, que avançaria em direção Norte, partindo da Silésia e da Eslováquia.  Os ataques conduzidos ao sistema ferroviário entre 02 e 05 de setembro, por exemplo, destruíram as ferrovias. Os ataques à Infantaria também foram constantes e a 13ª divisão polonesa foi exterminada quase que totalmente por ataques aéreos.

## Expressão popular
Corredor polonês é o nome popular dado a uma passagem estreita formada por duas fileiras de pessoas alinhadas lado a lado, todas voltadas para o centro. O objetivo é maltratar, seja com pancadas ou com o uso de porretes ou arma branca, quem é forçado cruzar a passagem, como forma de represália a alguém que se posiciona contrário a certo ideal ou pessoa.